# Saint-Souplet
Saint-Souplet é uma comuna francesa na região administrativa de Altos da França, no departamento do Norte. Estende-se por uma área de 12.66 km². Em 2010 a comuna tinha 1 252 habitantes (densidade: 98,9 hab./km²).